# Nilson (Künstlerfamilie)
Die Familie Nilson war eine Künstlerfamilie aus Augsburg und väterlicherseits aus Göteborg. Ihr gehörten folgende Personen an:
Andreas Nilson (geb. um 1690 in Augsburg; gest. 1751 ebenda), deutscher Zolleinnehmer und Miniaturmaler ⚭ 1721 Rosina Barbara (geborene Brettauer, Malerin und Pergamentschneiderin, ca. 1691 bis 1763)
- Johann Esaias Nilson (geb. 2. November 1721 in Augsburg; gest. 11. April 1788 ebenda), deutscher Miniaturmaler, Zeichner, Kupferstecher und Kunstverleger ⚭ 1755 Rosina Catharina (geborene Crophius), nach ihr war er noch zweimal (1764 und 1766) verheiratet
  - Rosina Catharina (auch Katharina) Nilson (geb. 22. November 1755 in Augsburg, begraben 18. Dezember 1785 ebenda), deutsche Zeichnungslehrerin und Miniaturistin
  - Johann Jakob Nilson (geb. 10. Oktober 1756 in Augsburg; begraben 23. September 1826 ebenda), deutscher Kupferstecher und Zeichenlehrer
    - Susanne Christina Johanna Nilson (geb. 1786 in Augsburg), deutsche Illuministin
    - Wilhelm Johann Esaias Nilson (geb. 1788 in Augsburg; gest. 14. Dezember 1850 in Mengen bei Freiburg/Breisgau[1]), deutscher Kupferstecher
    - Catharina Christina Johanna Nilson (geb. 1791 in Augsburg), deutsche Miniaturistin
    - Johann David Nilson (geb. 1799 in Augsburg), deutscher Zeichnungslehrer

  - Christoph Andreas Nilson (geb. 24. April 1760 in Augsburg; gest. 26. Juli 1833 ebenda), deutscher Jurist und Zeichenlehrer
  - Johann Philipp Nilson (geb. 1. Mai 1770 in Augsburg; begraben 16. April 1828 ebenda), deutscher Graveur und Zeichenlehrer
    - Christoph Friedrich Nilson (geb. 9. März 1811 Augsburg; gest. 19. Dezember 1879 in München), deutscher Maler und Radierer